# Polaskia chende
Polaskia chende ist eine Pflanzenart in der Gattung Polaskia aus der Familie der Kakteengewächse (Cactaceae). Das Artepitheton chende verweist auf den spanischen Trivialnamen „Chende“.

## Beschreibung
Polaskia chende wächst baumförmig, verzweigt in der Nähe der Triebspitzen und erreicht Wuchshöhen von bis 4 Metern mit einem deutlichen Stamm bis 80 Zentimetern Höhe und Durchmessern von 25 bis 30 Zentimetern. Die gelblich grünen, geraden oder etwas bogigen Triebe sind 40 bis 50 Zentimeter lang und weisen Durchmesser von 5 bis 7 Zentimetern auf. Es sind 7 bis 9 rückseits etwas bogig gewellte Rippen vorhanden, die durch weite Furchen voneinander getrennt sind. Die kreisrunden, dunklen Areolen sind bis 2 Zentimeter voneinander entfernt. Ein Mitteldorn ist nicht vorhanden, die 5 (selten 3 bis 6) pfriemlichen Randdornen sind grau und 0,5 bis 1,5 Zentimeter lang.
Die einzelnen, wohlriechenden, weißen Blüten öffnen sich am Morgen. Sie erreichen Durchmesser von bis 5 Zentimetern. Ihr Perikarpell ist mit erhabenen Höckern und langen, goldfarbenen Borsten und Haaren besetzt. Die kugelförmigen Früchte weisen Durchmesser von 3,5 bis 4 Zentimeter auf und sind mit kurzen, dünnen Dornenbüscheln besetzt.

## Verbreitung, Systematik und Gefährdung
Polaskia chende ist in den mexikanischen Bundesstaaten Oaxaca und Puebla verbreitet.
Die Erstbeschreibung als Cereus chende wurde 1905 durch Robert Roland-Gosselin veröffentlicht. Arthur Charles Gibson und Karl E. Horak stellten die Art 1979 in die Gattung Polaskia.
In der Roten Liste gefährdeter Arten der IUCN wird die Art als „Least Concern (LC)“, d. h. als nicht gefährdet geführt.

## Nachweise